# Шайхутдинов, Наиль Шамсутдинович
Наи́ль Шамсутди́нович Шайхутди́нов (1 марта 1941, д. Лашманка, Черемшанский район — 25 января 2016, Казань) — советский и российский театральный актёр, народный артист Российской Федерации (2012).

## Биография
Родился в деревне Лашманка Черемшанского района Татарской АССР.
В 1965 году окончил Казанское театральное училище (артист драматического театра). Ученик Ш. М. Сарымсакова.
После окончания училища стал актёром Татарского государственного театра драмы и комедии имени Карима Тинчурина. За 50 лет творческой деятельности сыграл более 200 ролей. Снимался в нескольких телевизионных спектаклях Рижской, Свердловской и Казахской киностудий.
Скончался 25 января 2016 года в Казани. Похоронен на мусульманском кладбище в Самосырово.

## Награды
- Почётное звание «Народный артист Татарской АССР»
- Почётное звание «Заслуженный артист Российской Федерации» (2000) — за заслуги в области искусства[3]
- Почётное звание «Народный артист Российской Федерации» (2012) — за большие заслуги в области кинематографического, музыкального, театрального, хореографического и циркового искусства[4].

## Работы в театре
- «Шакур-конокрад» Ильгиз Зайниев — Габдулла
- «Хаджи эфенди женится» Ш. Камал — Юнус хаджи
- «Подснежник» В. Сайфуллин — Гаяз
- «Жениться что ли?» Ю. Сафиуллин — Ахмат
- «Недотепа» Ю. Аминов — Ситдик
- «Судьбы, избранные нами» Т. Миннуллин — Нариман
- «Чудак» Н. Хикмет — Габдерахман
- «Вслед за дикими гусями» И. Юзеев — Акбар
- «Шугуровские мелодии» К. Амиров — Сычев
- «Последний выстрел» У. Умарбеков — Исхак
- «Родимая земля моя» Т. Миннуллин — Закир
- «Хужа Насретдин» Н. Исанбат — Хужа
- «Орлы гнездятся на скалах» И. Юзеев — Баязит
- «Слуга двух господ» К. Гольдони — Панталоне
- «Вдовий пароход» И. Грекова — Фарит
- «К нам прилетели соловьи» И. Юзеев — Хамзин
- «Без луны — звезда нам светит!» Т. Миңнуллин — автор
- «После свадеб» Р. Батулла — Байрам
- «Белое платье матери» Ш. Хөсәенов — Альмухаммат
- «Дорогие мои старики» Р. Суфиев-Солнцев — Минтимер
- «Старый влюбленный» С. Шакуров — Мирзагит
- «Башмачки» Т. Гиззат, Дж. Файзи — Зыя
- «Гайфи бабай, женись давай!» Гульшат Зайнашева — Гайфи
- «Как выйти замуж?» Наиль Гаитбаев — Гильман
- «Гульшаян» Мирсай Амир — Муллагали
- «Берегись, не взорвись!» Карим Тинчурин — Гиляз
- «Йусуф-Зулейха» Нурмухаммат Хисамов — Малик Раййан
- «Золотая осень» Шамиль Фархутдинов, Рашид Загидуллин — старик
- «Все мы люди» Эрих Мария Ремарк — Марилл
- «Эх, яблоньки мои!» Шамиль Фархутдинов — дед Салих

## Фильмография
1. 2001 — Сердце медведицы  (Karu Süda; Эстония, Россия)— Ойумеэс
2. 2005 — Зулейха